# Templo de Júpiter Tonante
O Templo de Júpiter Tonante (em latim: Aedes Iovis Tonantis, lit.  "Templo de Júpiter, o Trovejante") foi um pequeno templo em Roma, dedicado por Augusto César em 22 a.C. para Júpiter, o deus chefe da Roma antiga. Provavelmente estava situado na entrada da Área Capitolina, o santuário de Júpiter no Monte Capitolino, perto do muito mais antigo e maior Templo de Júpiter Ótimo Máximo. O templo foi considerado um dos projetos arqueológicos mais impressionantes de Augusto, e desempenhou um papel importante nos Jogos Seculares, um festival religioso e artístico que ele reviveu em 17 a.C. Também foi notado por autores romanos pelas obras de arte, particularmente estátuas, exibidas dentro e ao redor dele.
Grande parte da história do templo não é clara, embora ele tenha sido mencionado em um panegírico do século IV d.C. e possa ter sido restaurado por volta do início do século II d.C. Nada, exceto talvez uma pequena parte de suas fundações, sobreviveu do templo. De 1555 até o século XIX, o Templo de Vespasiano e Tito no Fórum Romano foi identificado erroneamente como o Templo de Júpiter Tonante, mas o arqueólogo italiano Luigi Canina identificou corretamente o antigo templo durante escavações em 1844.

## História
O templo foi o terceiro dos quatro templos em Roma construídos pelo imperador Augusto, depois do Templo de César e do Templo de Apolo Palatino (dedicados em 29 e 28 a.C., respectivamente) e antes do Templo de Marte Ultor, dedicado em 2 a.C. Augusto prometeu sua dedicação em 26 a.C. para celebrar sua fuga de ser atingido por um raio durante uma campanha militar na Espanha contra os Cântabros. Foi consagrado em 1 de setembro de 22 a.C. De acordo com o arqueólogo francês Pierre Gros, a construção provavelmente começou em meados de 24 a.C., após o retorno de Augusto da Espanha a Roma.

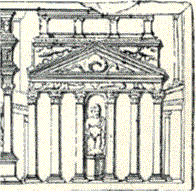
Possível representação do templo do Túmulo dos Haterii do século I d.C.

 Durante os Jogos Seculares, um festival religioso e artístico revivido por Augusto em 17 a.C. e celebrado periodicamente a partir de então, o templo foi usado como um dos quatro centros de onde saíam os quinze sacerdotes conhecidos como os quindecimviri sacris faciundis forneceriam agentes purificadores (purgamenta) – tochas, enxofre e betume – ao povo romano.
De acordo com o biógrafo de Augusto, Suetônio, estava entre as obras arquitetônicas mais importantes de Augusto, ao lado do Fórum de Augusto, do Templo de Marte Ultor e do Templo de Apolo Palatino. O próprio Augusto visitava o templo com frequência. Era considerado relativamente pequeno. Incomum para templos romanos, suas paredes eram construídas inteiramente de blocos sólidos de mármore. De acordo com uma representação do templo em uma moeda de Augusto, cunhada por volta de 19 a.C., seu pórtico era hexastilo (ou seja, construído com seis colunas na frente) e construído na ordem coríntia.
De acordo com o polímata romano Plínio, o Velho, escrevendo no primeiro século d.C., o templo continha uma estátua de bronze de Zeus (a contraparte grega de Júpiter) feita pelo escultor ateniense Leocares do século IV a.C., enquanto estátuas das divindades Castor e Pólux pelo escultor coríntio do século V, Eufranor, estavam situadas em frente ao templo. A inclusão de estátuas de renomados artistas gregos, especialmente dos séculos IV e V a.C. e do período arcaico, era quase universal nos templos construídos ou restaurados por Augusto em Roma, e foi descrita pela arqueóloga moderna Susan Walker como um meio de transformar Roma em um "museu moral".
De acordo com uma anedota relatada por Suetônio, Augusto sonhou que Júpiter o havia castigado por construir o templo, pois isso havia reduzido o número de visitantes ao antigo e grandioso Templo de Júpiter Capitolino, na mesma colina: em resposta, Augusto declarou que o Templo de Júpiter Tonante era apenas um porteiro para o de Júpiter Capitolino, e pendurou sinos (tinnitabula), que geralmente eram pendurados nas portas das casas, em seu frontão. Gros sugeriu que essa história pode ter sido inventada para explicar uma crença mais antiga e esquecida, segundo a qual os sinos tinham a função apotropaica (protetora) contra raios.

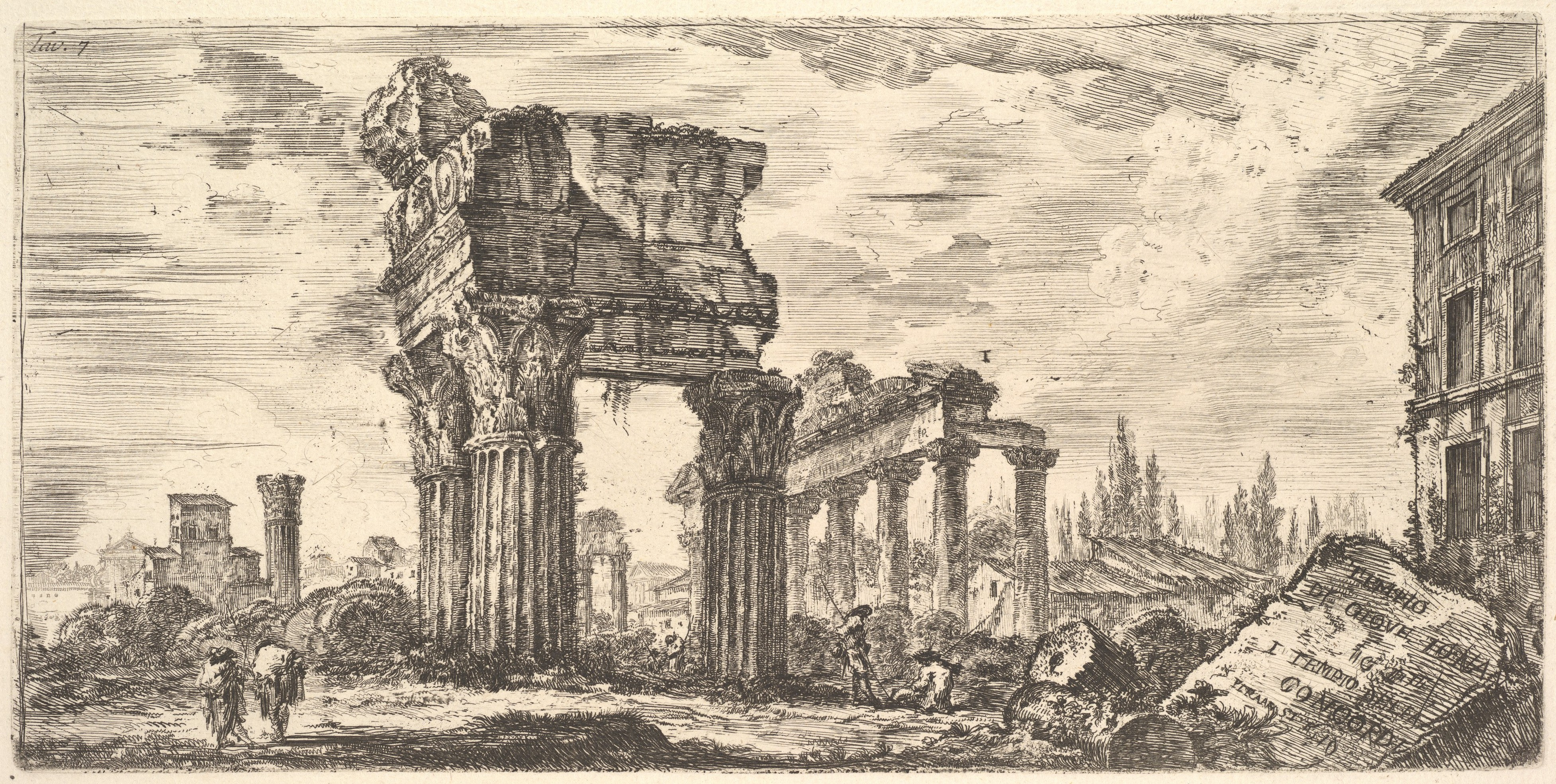
Gravura de Piranesi do Templo de Vespasiano e Tito, erroneamente identificado como o Templo de Júpiter Tonante até 1844

Não se sabe se o templo foi destaque entre as extensas reconstruções empreendidas pelo imperador Domiciano (r. 81–96 d.C.) após o Grande Incêndio de Roma em 64 d.C. Um relevo no início do século II d.C. Tumba dos Hatérios mostra um templo hexastilo que pode ser o de Júpiter Tonante. É geralmente considerado que este relevo mostra monumentos públicos trabalhados pelo fundador do túmulo, Quinto Hatério, um redemptor (empreiteiro de construção). Foi mencionado em um panegírico pelo poeta Claudiano do século IV d.C. Não está claro se outras referências ao templo na poesia latina, como a do poeta Estácio, do primeiro século d.C., provavelmente se referem a esta estrutura ou ao Templo de Júpiter Ótimo Máximo.
Em 1555, o arquiteto italiano Pirro Ligorio identificou erroneamente os restos parciais do Templo de Vespasiano e Tito no Fórum Romano como pertencentes ao Templo de Júpiter Tonante, e essas ruínas foram rotuladas erroneamente como tal em uma gravura do artista italiano do século XVIII Giovanni Battista Piranesi. As escavações iniciadas em 1811–1812 pelo arquiteto papal Giuseppe Camporese [ it ] acabaram por confirmar a identificação correta das ruínas, embora só em 1844 o arqueólogo Luigi Canina as tenha rotulado como tal. Uma fundação de concreto entre o Templo de Júpiter Capitolino e o Templo de Saturno foi conjecturada como parte do Templo de Júpiter Tonante, mas, de outra forma, não se sabe de nenhum vestígio do templo que tenha sobrevivido.

## Descrição
Os restos do pódio do templo foram descobertos em 1896. Uma vez identificados com o Templo de Júpiter Guardião, esses restos parecem corresponder mais ao Templo de Júpiter Tonante. O templo augustano era para ser prostilo hexastilo coríntio. Após uma restauração de Domiciano, e a identificação do templo com o relevo do túmulo dos Haterii estiver correta, os capitéis coríntios são substituídos por capitéis compósitos. O friso é ornado de instrumentos sacrificiais e de águias e o frontão de uma grande coroa. No relevo dos Haterii, o templo é coberto de uma ática de ordem jônica com um parapeito decorado com relâmpagos. Não é certo que tal estrutura tenha existido, a menos que este seja um tipo de varanda ofertando um panorama para a cidade de Roma a partir do topo do Capitólio.
De acordo com Plínio, o Velho que julga o templo "esplêndido", os muros são cobertos de mármore e as estátuas de Castor e Pólux de Hegias são instaladas diante do templo. A cela abriga uma estátua de culto realizada por Leocares. Júpiter é representado nu, a mão esquerda segurando um cetro e a mão direita, estendida para baixo, segurando um raio.
- Gravura de Giovanni Battista Piranesi de meados do século XVIII.
- Estátua de Júpiter Tonante, semelhante à estátua de culto realizada por Leocares.

## Localização no Monte Capitolino
A localização exata do templo é incerta; acredita-se que ele ficava ao sudeste do Capitólio. Com base no comentário de Suetônio sobre ser um "porteiro" do Templo de Júpiter Capitolino, considera-se que ele estava localizado perto da entrada da Área Capitolina, o santuário de Júpiter no Monte Capitolino. Foi feita uma identificação provisória entre o templo e um edifício mostrado na extremidade leste da Área Capitolina no mapa de Roma do século III d.C., conhecido como Forma Urbis Romae.
| Planimetria do Capitólio antigo |
| --- |
| Area capitolina Arx Fórum Romano Fóruns imperiais Velabro Templo de Júpiter Capitolino Tabulário Templo de Juno Moneta Teatro de Marcelo Fórum Holitório Templo de Belona Templo de Júpiter Ferétrio Templo de Vejóvis Auguráculo Iseu Templo de Júpiter Guardião (?) Templo da Concórdia (?) Templo de Júpiter Conservador Cabana de Rômulo Altar Templo Tensário Templo de Júpiter Tonante Clivo Capitolino "Cem Passos" Porta Pandana Templo de Jano Templo de Juno Sóspita Templo de Esperança Templo de Augusto Asilo "Entre Dois Bosques" Vico Jugário Campo de Marte Pórtico dos Deuses Harmoniosos Templo de Vespasiano Templo da Concórdia Tuliano Clivo Argentário Templo de Vênus Ericina Templo de Mente (?) Templo de Fides (?) Templo de Ops (?) Arco de Cipíão Templo de Saturno Basílica Júlia |